# 히라오카촌 (효고현)
히라오카촌(平岡村)은 효고현 가코군에 설치되었던 촌이다. 현재의 가코가와시에 해당한다.